# Karl Schmid (Künstler, 1914)

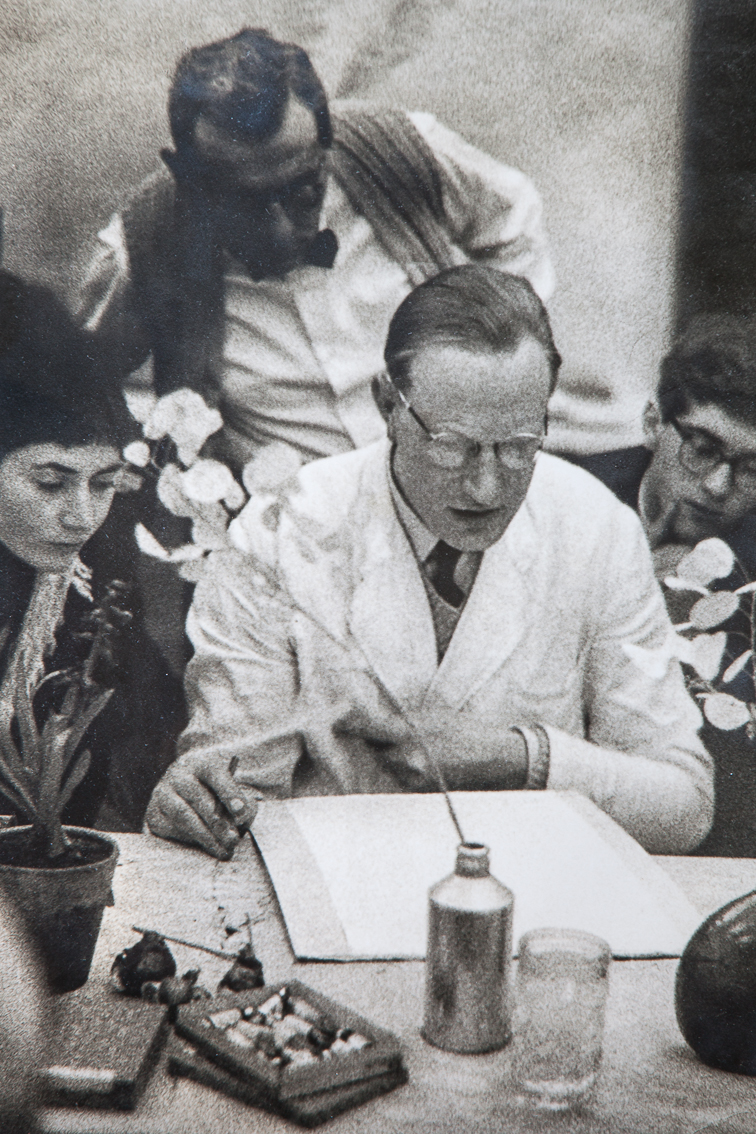
K. Schmid und seine Schüler an der Kunstgewerbeschule, Reproduktion von altem Foto (1960er Jahre)

Karl Schmid (* 10. Mai 1914 in Zürich; † 13. August 1998 ebenda) war ein Schweizer Künstler, der von den 1930er bis in die 1990er Jahre tätig war. Er war Maler, Bildhauer, Graveur, Illustrator, Grafiker und Lehrer.

## Biographie
Karl Schmid wurde in Zürich geboren. Sein Vater, der jüdischer Herkunft war, starb im Ersten Weltkrieg. Seine Mutter, die in extremer Armut lebte, litt an Epilepsie und Schizophrenie; bei jedem ihrer Krankenhausaufenthalte wurde Karl in ein Waisenhaus geschickt, wo er seine Kindheit und einen Teil seiner Jugend verbrachte.
Er träumte davon, Chirurg zu werden, zeigte aber auch eine Leidenschaft für die Holzschnitzerei, so dass er eine Lehre als Tischler und Schreiner absolvieren sollte. Diese handwerkliche Ausbildung wurde für sein gesamtes Werk entscheidend. Er besuchte eine Abendschule und einige weiterführende Kurse an der Kunstgewerbeschule.
In seinen prägenden Jahren lernte er Künstler wie Oskar Kokoschka und Ernst Ludwig Kirchner kennen. Die Begegnung zwischen Schmid und Kirchner fand in Davos statt, in einem Sanatorium für Tuberkulose, an der beide litten. «…Ihr gemeinsames Leiden an der gleichen Krankheit, aber mehr noch ihre gemeinsame Begeisterung für ein neues expressives Konzept der Kunst brachte sie einander näher, und es entwickelte sich schnell eine tiefe Freundschaft.»
Im Jahr 1932 besuchte Karl Schmid als Hörer die Vorlesungen von Paul Clairmont, Professor für Chirurgie an der Universität Zürich. Clairmont bemerkte den jungen Mann, der im Hörsaal konzentriert zeichnete, schätzte seine Arbeit und stellte ihn als chirurgischen Illustrator ein, den ersten an der Universität Zürich. Von 1932 bis 1941 fertigte er Illustrationen für wissenschaftliche Publikationen an.
Er heiratete Erika Bilfinger, eine promovierte Psychiaterin. Aus der Ehe gingen zwei Kinder hervor.
Seine wissenschaftlichen Zeichnungen erregten die Aufmerksamkeit von Walter Gropius, einem der Mitbegründer des Bauhauses, der Karl Schmid in die Vereinigten Staaten einlud, um an der Graduate School of Design in Harvard zu unterrichten. Ebenfalls durch Gropius erhielt er ein Angebot von Disney, als Illustrator für einen Animationsfilm zu arbeiten. Gropius stellte Karl Schmid Johannes Itten, dem Direktor der Zürcher Kunstgewerbeschule (heute Hochschule der Künste Zürich), vor. Itten wollte ihn als Lehrer einstellen.

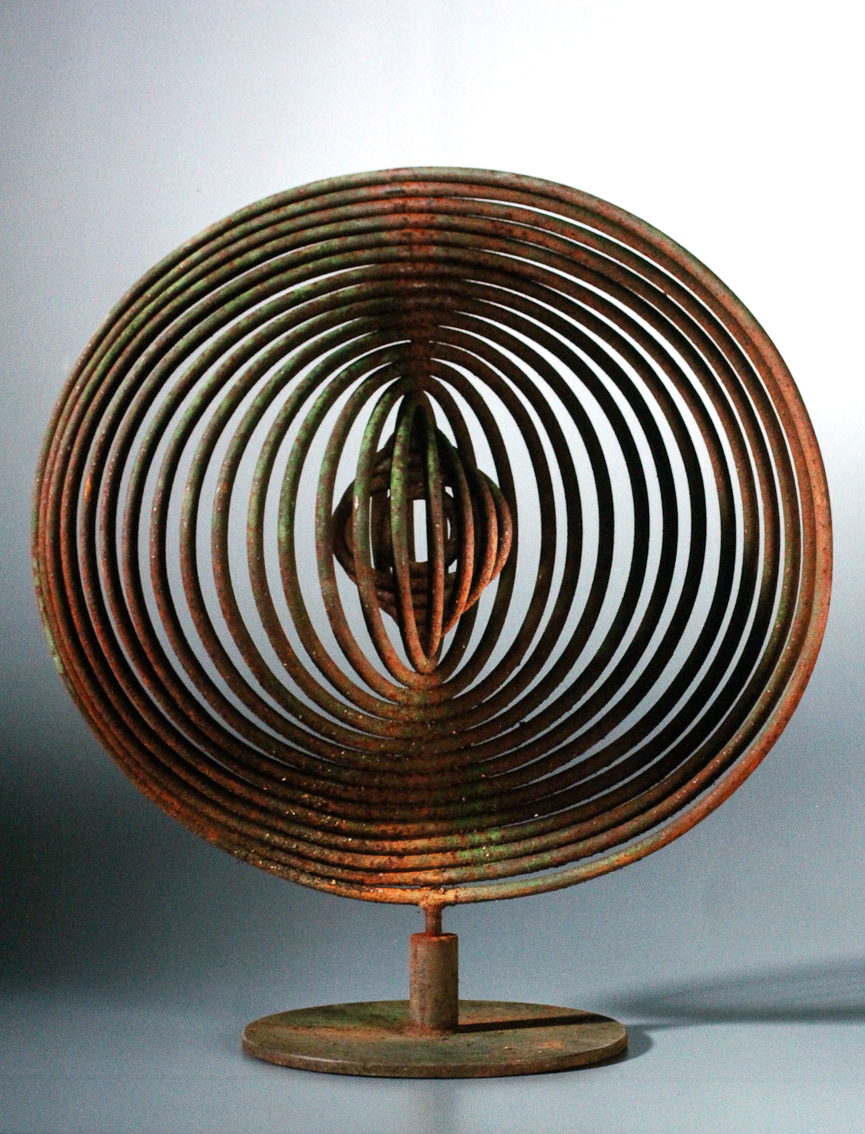
K. Schmid: Ohne Titel, (1970er), Skulptur aus oxidiertem Eisen, 145 × 45 cm

1944 gründete Karl Schmid die Klasse für wissenschaftliches Zeichnen, eine der ersten ihrer Art, in der er bis 1971 unterrichtete.
Er zog mit seiner Familie in den Zürcher Stadtteil Seefeld. Dank des gesicherten Einkommens aus der Schule konnte er sich nun sein erstes richtiges Atelier in den ehemaligen Stallungen der «Villa Herold» in der Klausstrasse leisten.
Im Frühjahr 1944 begegnete Karl Schmid Hans Arp zum ersten Mal in Zürich, im Haus von Freunden und Kunstsammlern. Zu dieser Zeit litt Arp unter dem Tod seiner ersten Frau Sophie Taeuber-Arp ein Jahr zuvor.
Später begleitete Max Bill Arp in Schmids Studio, um seinem Freund zu helfen, seine Depression durch neue künstlerische Projekte zu überwinden. Von da an entwickelte sich eine lebenslange Freundschaft und Zusammenarbeit zwischen Schmid und Arp. Schmid bereitete für Arp Holzreliefs, Holzschnitte und das Künstlerbuch Elemente vor.
Im Jahr 1956 leitete Karl Schmid auch einen Vorbereitungskurs an der Kunstgewerbeschule, die Vorbereitungsklasse. 1962 bezog er sein Atelierhaus in Gockhausen. Im Atelier organisierte er für jede Technik ein separates Ambiente: Malerei, Holzschnitzerei, Gravurtechniken, auch eine Schmiedewerkstatt, in der er die meisten seiner Eisen- und Bronzearbeiten der 1970er und 1980er Jahre erschaffen sollte.
Seine einzige anthologische Ausstellung, «Karl Schmid und seine Schüler», fand 1965 im Zürcher Helmhaus statt.
Ab den 1960er Jahren erhielt er zahlreiche Aufträge im Bereich der künstlerischen Gestaltung für Architektur. Er schuf Wandbilder in Schulen, öffentlichen und privaten Gebäuden in den Kantonen Zürich, Zug, Graubünden und Tessin.
1971, im Alter von 57 Jahren, zog er sich vorzeitig aus dem Schuldienst zurück. Die Krankheit, an der er seit einiger Zeit litt, verschlimmerte sich. Aber er hörte nicht auf, ein umfangreiches Werk zu schaffen, darunter auch Wandmalereien für die Architektur. Ende der 1970er Jahre wollte ihm die ETH Zürich die Ehrendoktorwürde für Architektur verleihen, was er jedoch ablehnte.
In der zweiten Hälfte seines Lebens isolierte sich Schmid immer mehr: «…Schließlich die langen Jahre, in denen er sich von allen Freunden zurückzog, um seine künstlerische Mission zu erfüllen, was ihn in eine grenzenlose Einsamkeit führte.»
Karl Schmid starb am 13. August 1998 im Spital Neumünster in Zürich. Er wurde auf dem Friedhof Üetliberg begraben.

## Künstlerisches Wirken

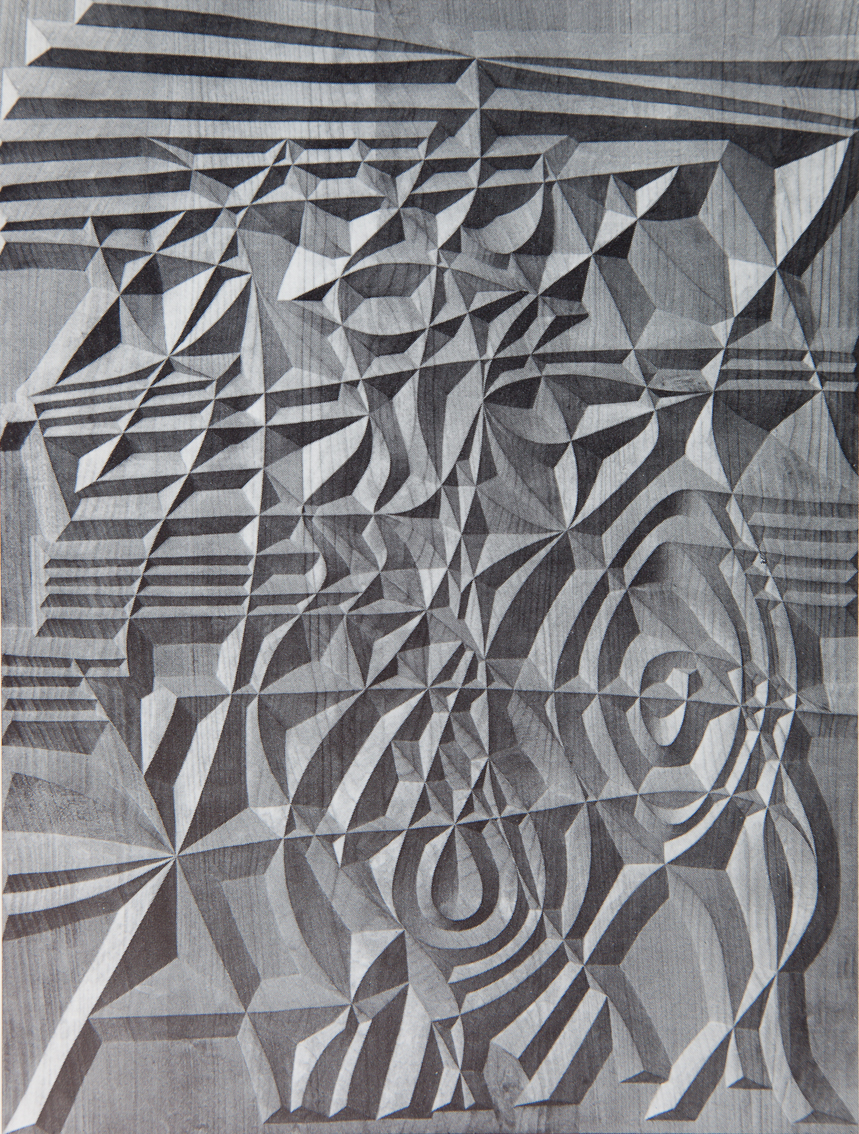
K. Schmid: Die Lustmühle im Kanton Aargau. (1960er Jahre), Relief aus Kirschholz

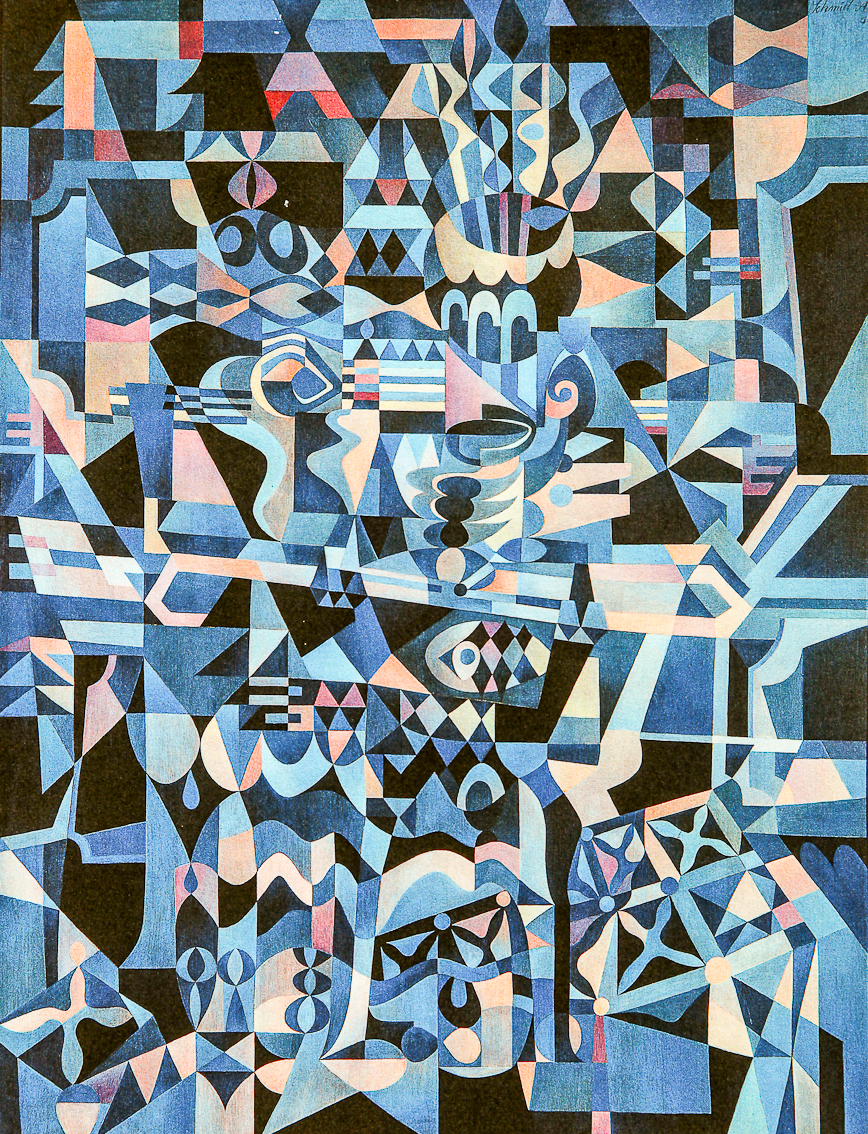
K.Schmid: Der geteckte Tisch, 1955, Vorbereitendes Gemälde für einen Wandteppich

Karl Schmids Werk besteht aus Zeichnungen, Lithographien, Holzschnitten, Stoffdrucken, Ölgemälden, Aquarellen, Wandteppichen, Flachreliefs, Skulpturen aus Holz, Stein und Eisen, Wandmalereien und Architekturreliefs.
«Die Kunst von Karl Schmid reicht von streng naturalistischen Arbeiten (wissenschaftliche Illustrationen) bis hin zu abstrakten Kompositionen.» «Er beherrscht die unterschiedlichsten grafischen Techniken, sein Werk umfasst ein breites Spektrum an Materialien und es ist unbestreitbar, dass die Zeichnung für ihn höchste Priorität hat.»

### Arbeiten an Gebäuden (Auswahl)

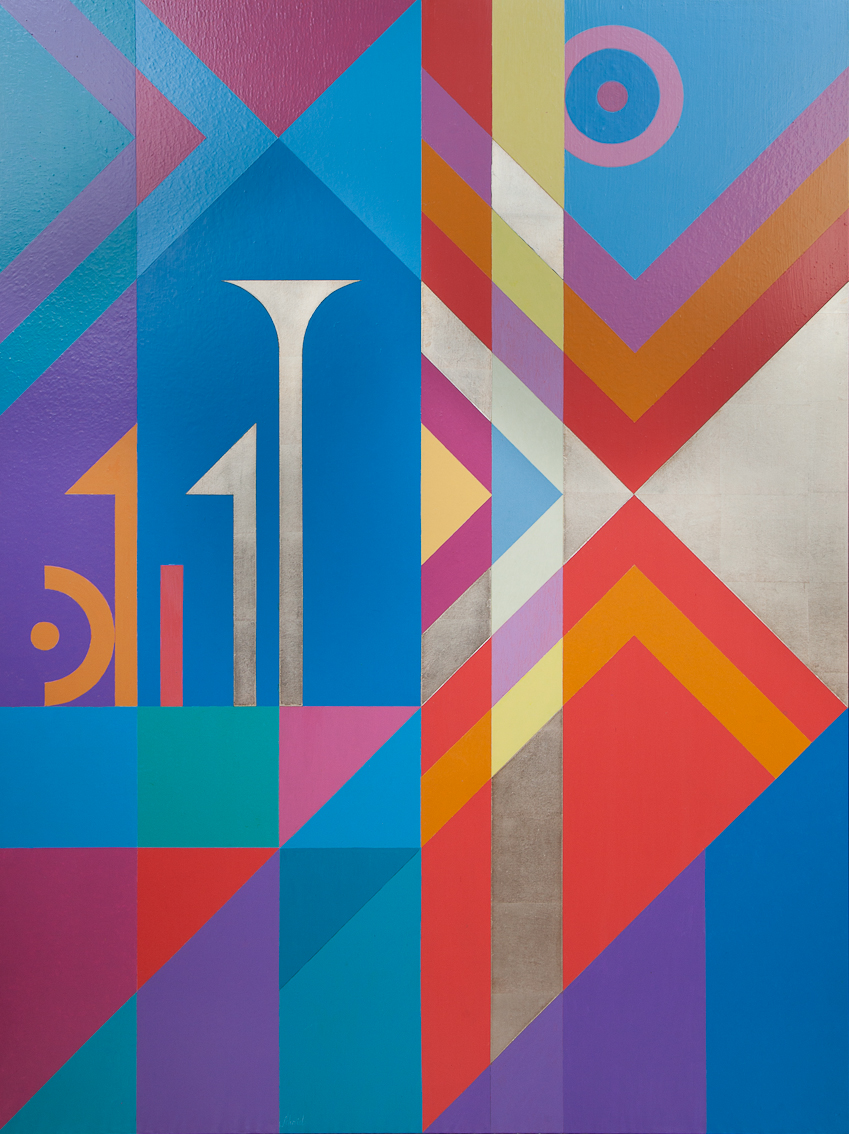
K. Schmid: Ohne Titel. (1980er Jahre), Acrylgemälde auf Holz, 120 × 80 cm

- 1965–1966: Kindergarten «Altbach», Brüttisellen (ZH) – Wandmalerei
- 1965/1967: Schulhaus «Gutschick», Winterthur – 1965: Garten der Symbole, Eichenreliefs (Atrium-Erdgeschoss); 1967: Wandmalerei (Ausseneingang)
- 1966: Altersheim «Neubühl», Zürich-Wollishofen – Dämmerung, Wandmalerei (Treppenhaus); Wegweiser, Eisen (in der Eingangshalle), Wandmalerei mit Tierkreiszeichen, 12 Tierkreiszeichen, eiserne Wandreliefs (auf jedem der 12 Stockwerksbalkone eines)
- 1967: Forschungsanstalt Agroscope, Zürich – 40 m Stahlbetonfries über dem Eingangsbereich (Betonfries)
- 1968: Sportkomplex «Trü», Scuol – Wandmalerei in der Schwimmhalle
- 1970: Kantonsschule Rämibühl, Zürich – Wandmalereien: Mensa, Eingang zur Cafeteria, Flur-Garage, Treppenhausflur
- 1974. Friedhof Üetliberg, Zürich – Bodenmosaik
- 1975: Wohnhaus, Klausstrasse 4, Zürich – Abstrakte Landschaft, Eingangshalle und Treppenhaus
- 1980er: Haus Schmid, Lionza (Centovalli) – Aussenwandanstrich

### Ausstellungen
Karl Schmid war ein unabhängiger, idealistischer Künstler, der sich nur ungern am Kunstmarkt beteiligte. Er zog es vor, seine Werke direkt an Sammler zu verkaufen, die er persönlich kannte. Seine seltenen Ausstellungen fanden nur auf Initiative öffentlicher oder privater Institutionen statt.

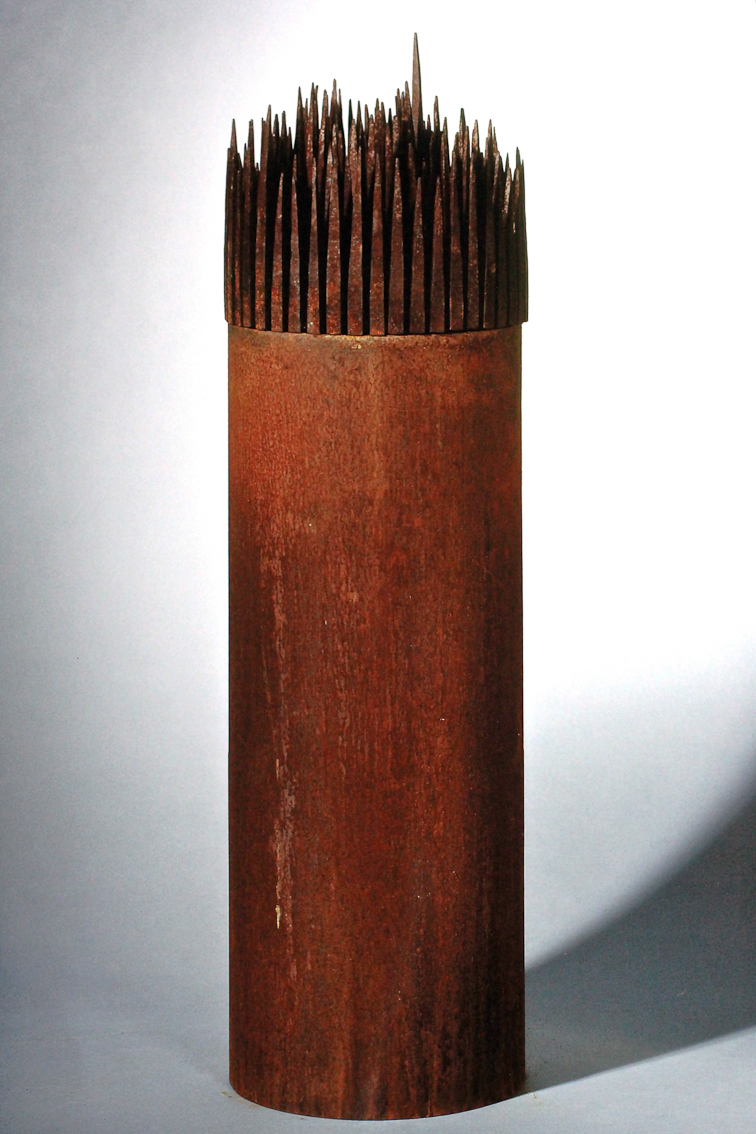
K. Schmid: Auschwitz (1960er Jahre), Skulptur aus oxidiertem Eisen, 145 × 45 cm

- 1957 wurden seine Zeichnungen in der Gruppenausstellung «Zeichnung im Werk junger Schweizer Maler und Bildhauer» in der Kunsthalle Bern vom 3. August bis 8. September 1957, ausgestellt.
- Seine einzige anthologische Ausstellung fand 1957 statt.
- Seine einzige Sammelausstellung fand 1965 zusammen mit seinen Schülern der Kunstgewerbeschule statt: «Karl Schmid und seine Schüler» Helmhaus Zürich, 23. Januar bis 28. Februar 1965. Bei dieser Gelegenheit erwarb das Kunsthaus Zürich das Kirschholzrelief Die Lustmühle Kanton Aarau.
- Einzelausstellung im Rahmen der Ausstellung: «Fünf Schweizer Künstler», in der SKA am Werdmühleplatz in Zürich, vom 6. März bis 19. April 1991.[10]
- Im Jahr 2004 wurde eine Einzelausstellung von der Rundfunkstiftung organisiert.
- Im Jahr 2004 organisierte die Ritter-Hürlimann-Stiftung die posthume Ausstellung «Erinnerungen an Karl Schmid» in der Villa Grunholzer, Uster, vom 1. bis 16. Mai 2004.[11]

## Lehrer
1944 begann Karl Schmid auf Einladung des Direktors Johannes Itten an der Zürcher Kunstgewerbeschule wissenschaftliches Zeichnen zu unterrichten. Im Jahr 1956 wurde er auch mit der Leitung eines Vorbereitungskurses betraut.

### Mit Studenten durchgeführte Projekte
- 1958: Das Büchlein Punktgeschichten, realisiert als Klassenprojekt. «Mit den einfachsten Werkzeugen - einem scharfen Nagel - fertigten die Schüler Gravuren auf polierten Birnbaumholzplatten an. Die Schablonen wurden dann in der Druckerei gedruckt. Durch diese asketisch einfache Gestaltungsübung wurde den Schülern der unendliche schöpferische Reichtum vor Augen geführt, der in allen Dingen zu finden ist, selbst in der kleinsten schöpferischen Möglichkeit, dem Punkt.»
- 1962: Illustrationen für ein Herbarium: Unkräuter. Für die Firma Ciba-Geigy.
- Alle Wildpflanzen der Schweiz sollten in einem Aquarell genau dargestellt werden. Das ganze Werk beanspruchte sieben Jahre und umfasste am Ende etwa 180 Aquarelltafeln, die mit äußerster Präzision ausgearbeitet wurden. Zugleich eine didaktische Gestaltungserfahrung mit Studenten: ein Tafelservice aus Holzbesteck.
- 1965: Grafische Neuausgabe der Historia Plantarum von Conrad Gessner.
- 1965: Karl Schmid wurde vom Kunsthaus Zürich eingeladen, seine Werke im Helmhaus auszustellen.

Max Bill, der mit der Ausarbeitung eines Reformvorschlags für die Kunstgewerbeschule beauftragt war, kam in seinen Schlussfolgerungen zu dem Urteil, dass das Institut wegen veralteter Lehrmethoden geschlossen werden sollte. Er hielt nur die Lehre einiger weniger Kurse für innovativ, darunter die von Karl Schmid.